# Thyregis monteithi
Thyregis monteithi là một loài bọ cánh cứng trong họ Bọ hung (Scarabaeidae).